# Wakenitz

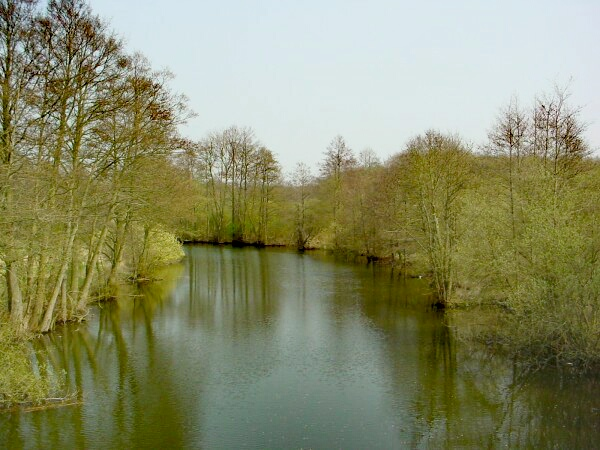
Wakenitz, der Lange Jammer bei Rothenhusen

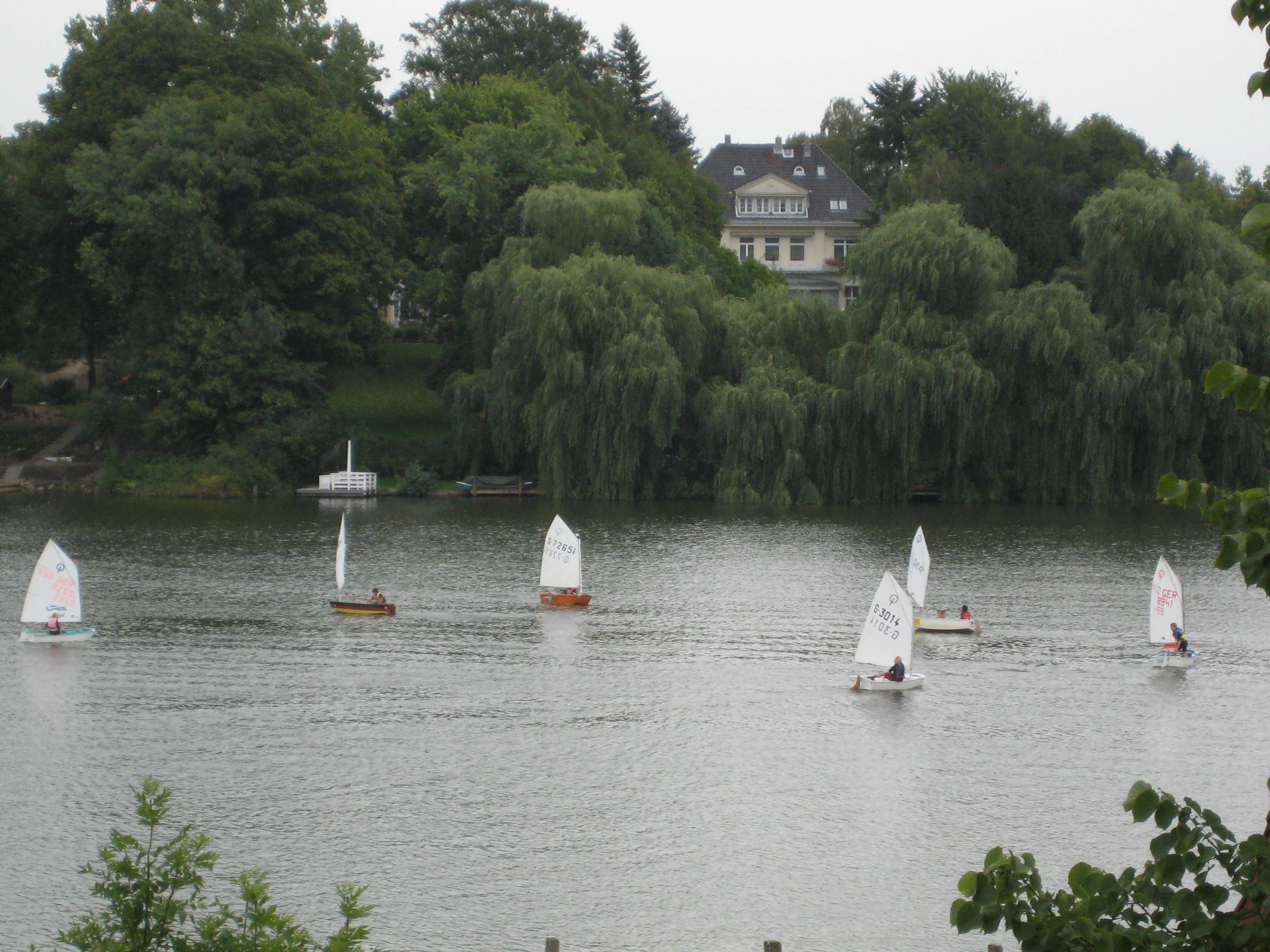
Segler in Optimisten im Bereich nördlich der Moltkebrücke

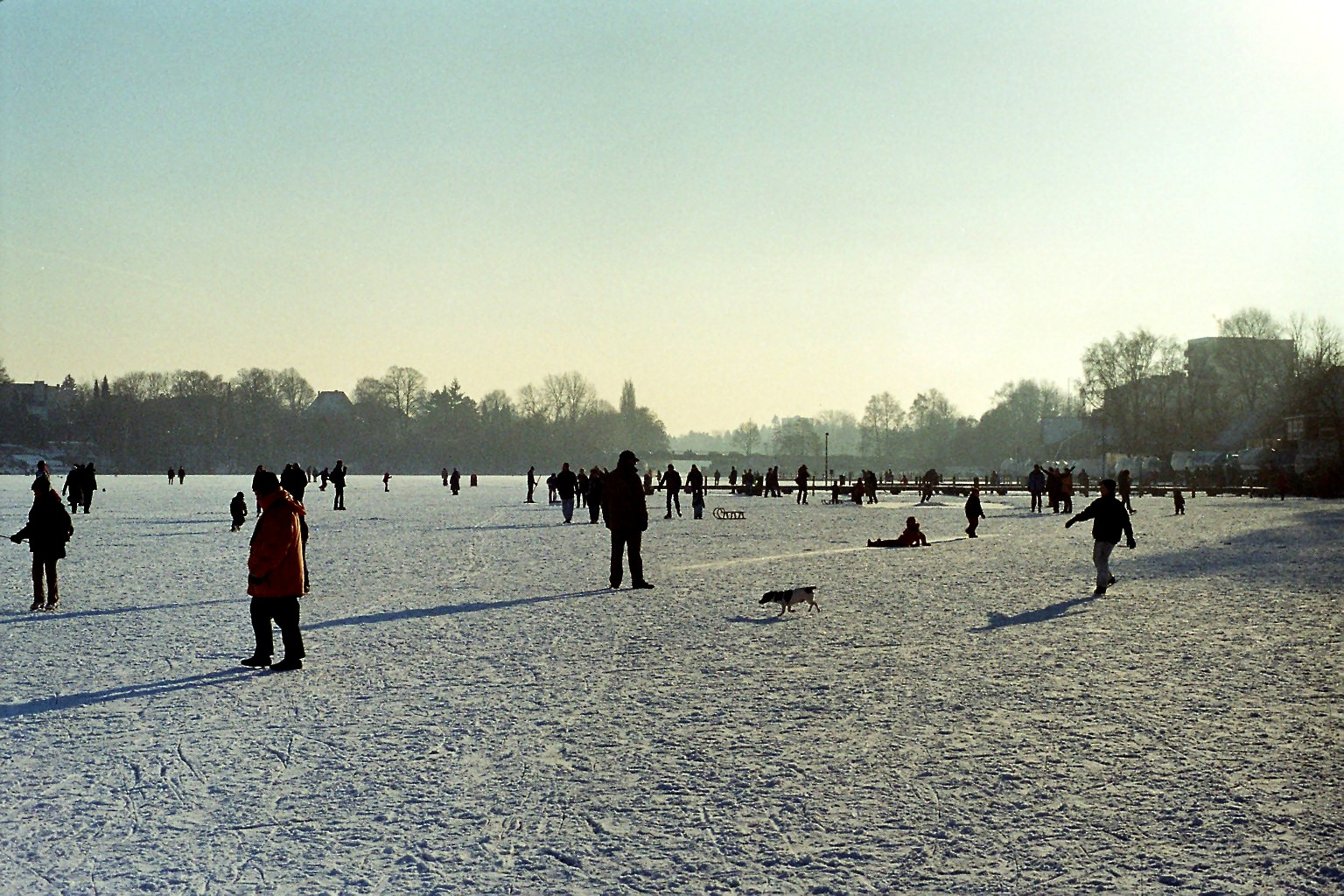
Die zugefrorene Wakenitz im Januar 2005, Unterlauf nördlich der Brücke im Zuge der Moltkestraße in Lübeck

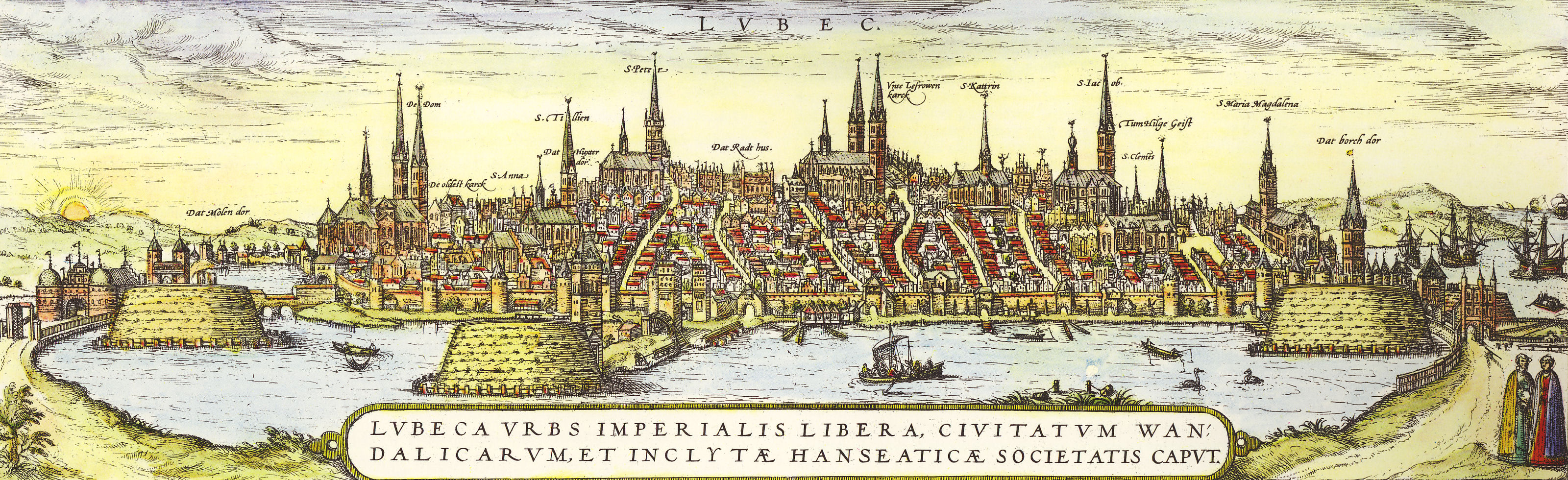
Blick über die Wakenitz auf Lübeck um 1600 – in der Mitte Hüxtertor und Wasserkünste

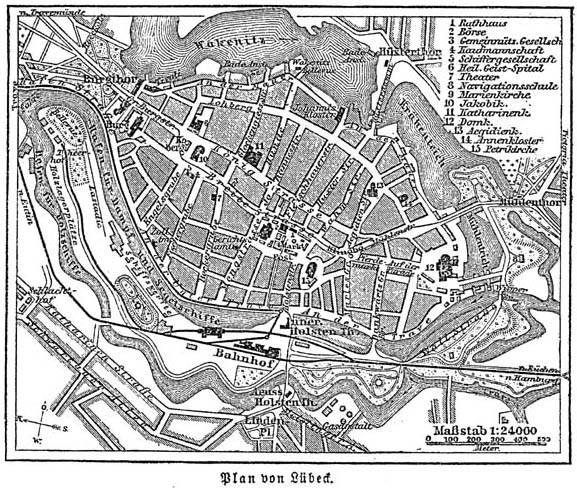
Situation der Wakenitz bei Lübeck kurz vor dem Bau des Elbe-Lübeck-Kanals

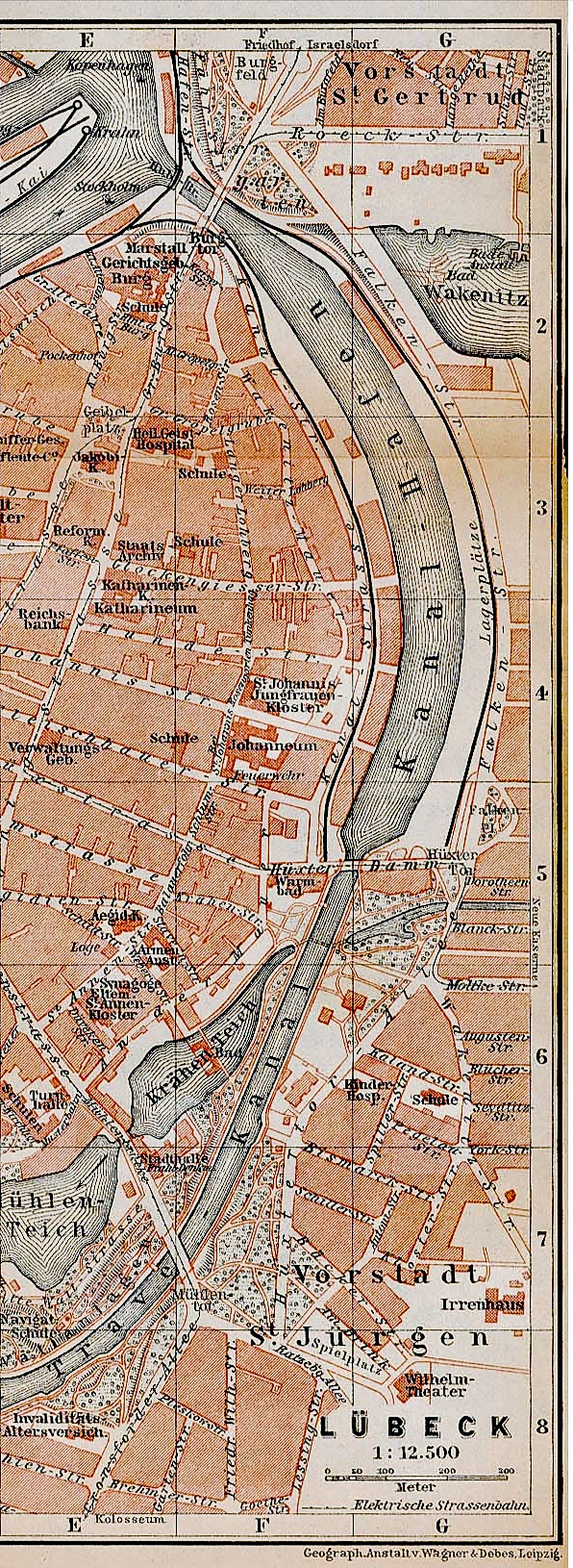
Situation der Wakenitz kurz nach dem Bau des Elbe-Lübeck-Kanals (um 1910)

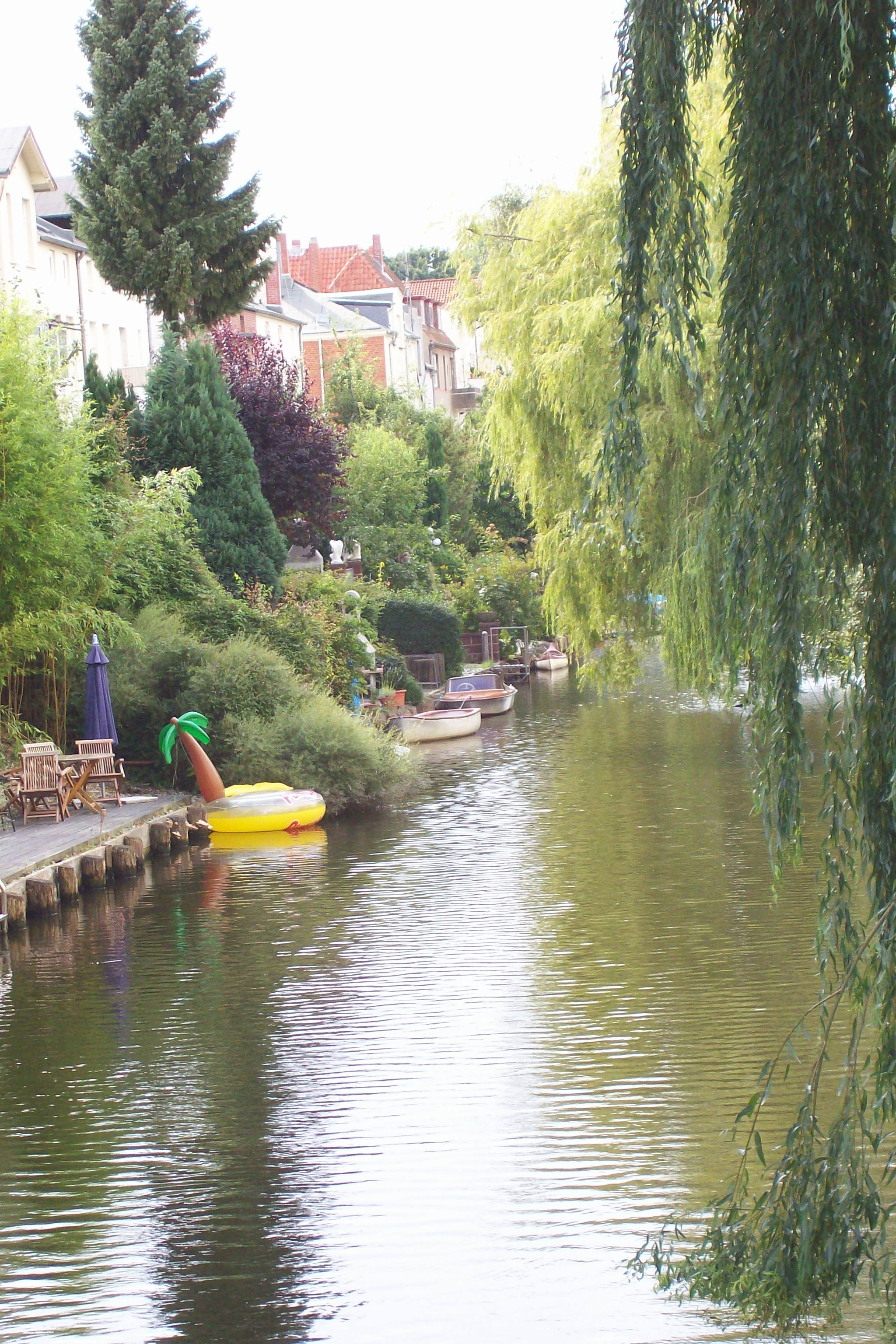
Der Dükerzuleitungskanal entwässert die untere Wakenitz über einen Düker in den Krähenteich

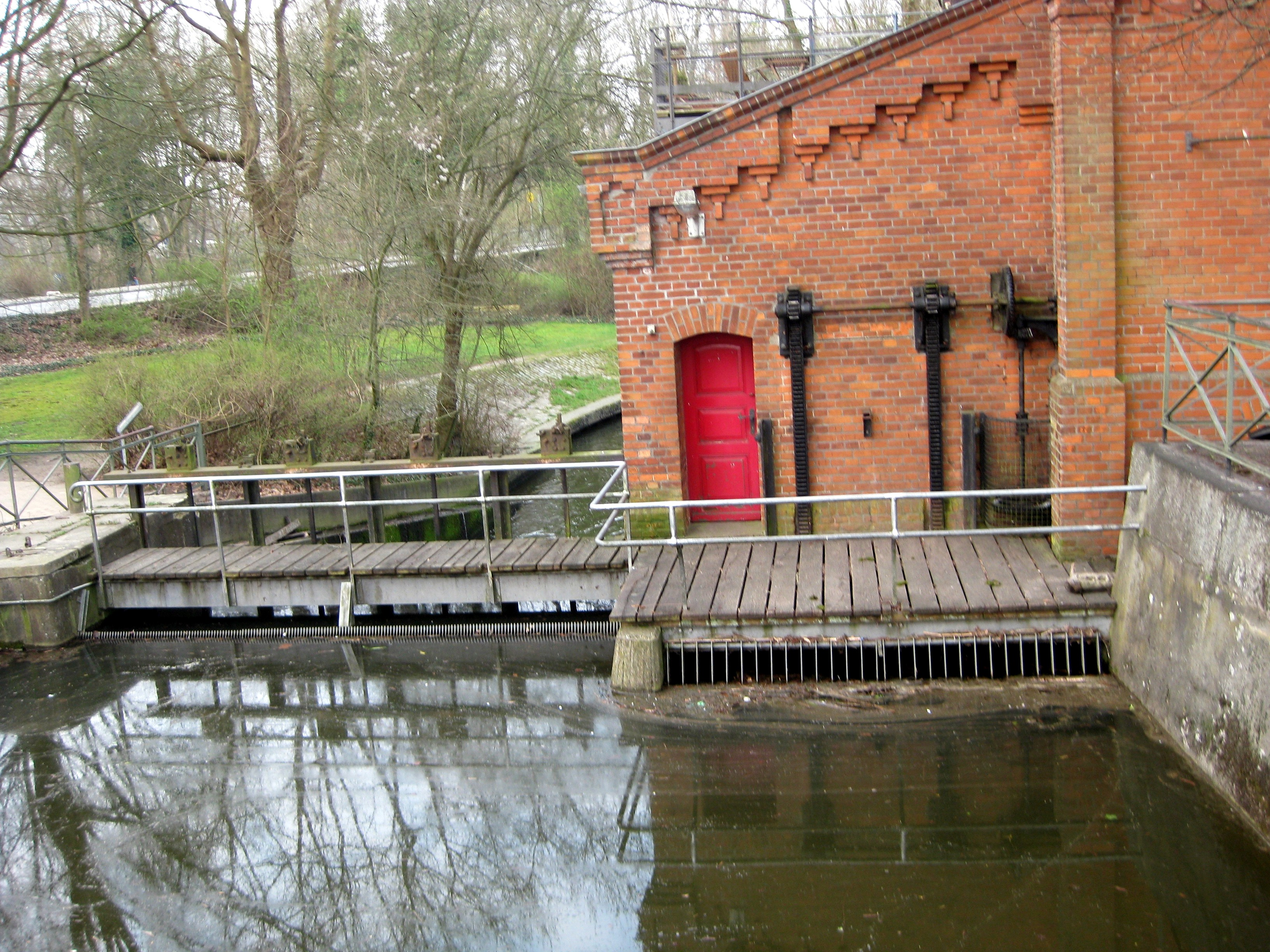
Wehr der äußeren Wassermühle am Mühlenteich

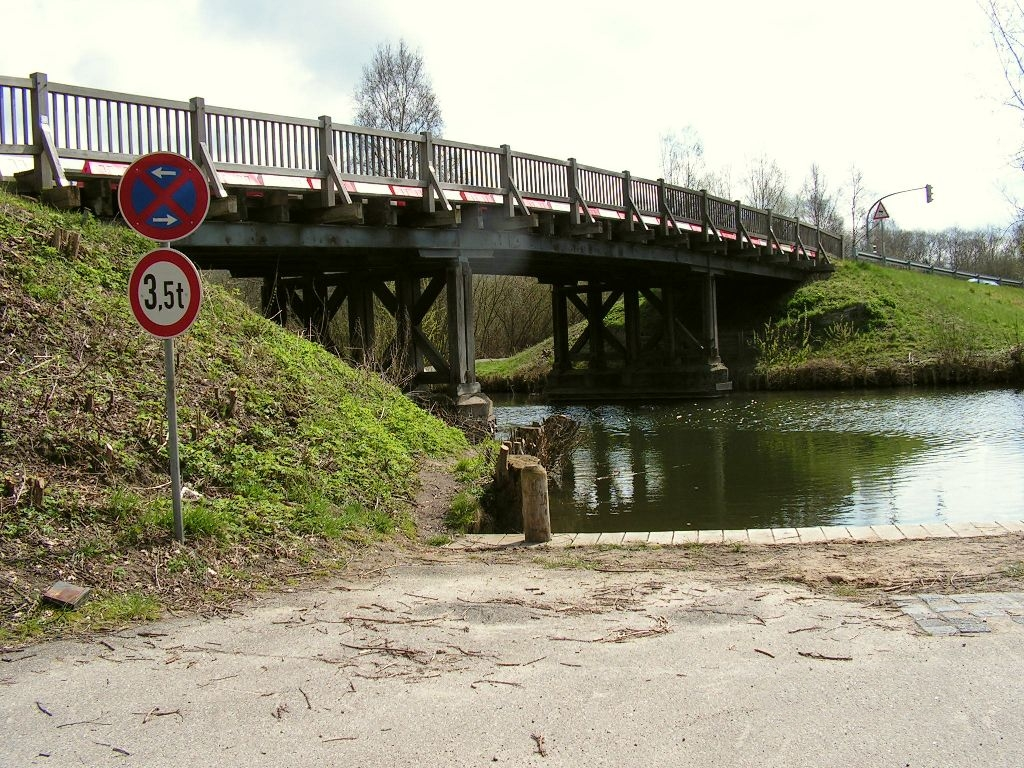
Ehemalige Brücke (August 2008 abgerissen) nach Mecklenburg-Vorpommern bei Rothenhusen

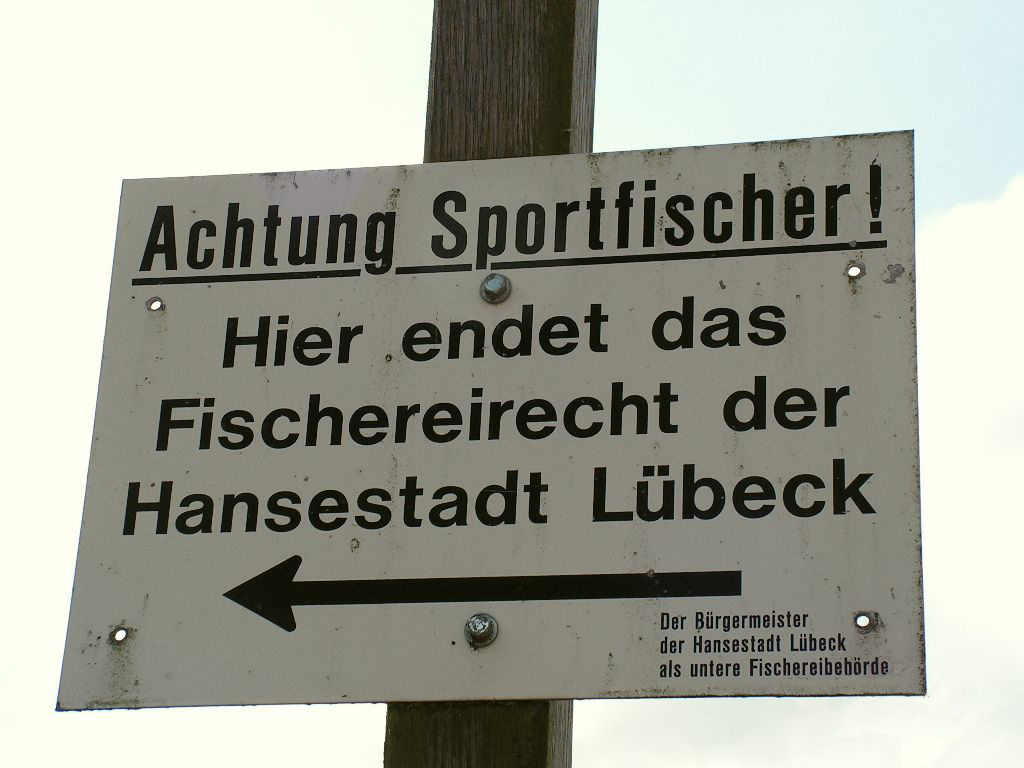
Schild an der Grenze zum Ratzeburger See

Die Wakenitz (von slawisch *Vok(u)nica „Barsch-Fluss“) ist ein rechter Nebenfluss der Trave im Südosten Schleswig-Holsteins, der den Ratzeburger See entwässert und etwa 14,9 Kilometer lang ist.
Der Chronist Helmold von Bosau erwähnt sie Mitte des 12. Jahrhunderts in seiner Chronica Slavorum unter den Bezeichnungen wochniza oder wochenice. Das Wassereinzugsgebiet der Wakenitz umfasst seit der Eröffnung des Schaalsee-Kanals etwa 445 km².

## Verlauf
Die Wakenitz ist der natürliche Abfluss des Ratzeburger Sees. Sie verlässt den See am nördlichsten Punkt bei Rothenhusen und verläuft in nordnordwestliche Richtung bis zum Stadtgebiet Lübecks. Bis zum Bau des Elbe-Lübeck-Kanals (1896–1900) umfloss die Wakenitz den Stadthügel und mündete südlich von Lübeck in die Trave. Nach dem Kanalbau wurde die Wakenitz durch einen Damm abgesperrt (Falkendamm) und u. a. über den Düker in den Krähenteich/Mühlenteich (s. u.) entwässert.
Die Wakenitz bildet über weite Strecken die Grenze zwischen den Bundesländern Schleswig-Holstein und Mecklenburg-Vorpommern.
Der erste Abschnitt entlang der Grenze zu Mecklenburg wird von Schiffern und Seglern seit alters her Langer Jammer genannt, weil er so schmal ist, dass bei ungünstigem Wind nicht oder nur sehr mühsam aufgekreuzt werden kann. Andererseits waren die Uferverhältnisse mit ihren Auwäldern so ungünstig, dass Lastkähne nicht getreidelt werden konnten.
Wegen seiner Urwüchsigkeit, die auch durch die entlegene Lage an der innerdeutschen Grenze bis 1989 bedingt und unterstützt war, wird der Fluss gelegentlich auch „Amazonas des Nordens“ genannt.

## Hydrologie
Die Wakenitz hatte vom Mittelalter bis zum Bau des Elbe-Lübeck-Kanals für den Betrieb von Mühlen ein Gefälle von 4,18 m zur Trave. Dieser Stau teilte sich auf die Mühlen am Hüxterdamm mit einer Wasserspiegelhöhe von 4,18 m ü NN und den Stau am Mühlendamm mit einer Wasserspiegelhöhe des Mühlen- und Krähenteiches von 2,40 m ü NN auf.
Von Rothenhusen bis zum Hüxterdamm betrug das Gefälle der Wakenitz auf 10 km nur einige Zentimeter. 
Dies führte in der Vergangenheit bei lang anhaltenden Niederschlägen zu Überflutungen in Ratzeburg und entlang des Ratzeburger Sees.
Im Zuge des Ausbaus des Elbe-Lübeck-Kanals wurde die Wakenitz durch den Bau des Falkendamms vom Krähenteich getrennt.
Der Wasserstand der Wakenitz ist heute 3,50 Meter höher als das Niveau der Trave. Schon vorher, kurz hinter der Moltkebrücke, fließt das Wasser der Wakenitz durch den Dükerkanal über den Düker (unter der Kanal-Trave hindurch) erst in den Krähenteich und dann unter der Mühlenstraße hindurch in den Mühlenteich, weiter über die Wehranlagen der alten Lübecker Stadtmühlen am Mühlendamm in die Stadt-Trave. 
In Folge der Überleitung von Wasser aus dem Schaalsee über das 1927 erstellte Schaalseekraftwerk wurde von der Kraftwerksgesellschaft am Falkendamm ein Überlauf in die Kanaltrave gebaut.
In den Jahren 2004 und 2005 wurde ein neuer Hochwasserüberlauf mit größerer Leistung am Falkendamm gebaut und die provisorischen Überläufe am Dükereinlauf an der Rehderbrücke später entfernt.
Rund um die Wakenitz in Stadtnähe liegen die beliebten Lübecker Wohnviertel der Vorstädte St. Jürgen und St. Gertrud. Mit dem in die Wakenitz von beiden Seiten einmündenden Lübecker Landgraben war die Wakenitz neben ihrer Bedeutung für die Wasserversorgung und die Energieerzeugung Lübecks auch Bestandteil des mittelalterlichen äußeren Befestigungssystems der Lübecker Stadtbefestigung. Das Wasser der Wakenitz ist sehr sauber und wurde bis 1972 zur Trinkwasserversorgung Lübecks benutzt. Um diesen Zustand zu erhalten, ist u. a. das Befahren des Gewässers mit motorgetriebenen Fahrzeugen genehmigungspflichtig. Hierdurch wird der Einsatz von Verbrennungsmotoren stark eingeschränkt und ist nur für Rettungs-, Sicherungs- und Schleppboote sowie für die Fahrgastschiffe der „Wakenitz Schifffahrt Quandt“ zulässig.

## Geschichte
1158 wurde der Fluss als Wocnitziam zum ersten Mal urkundlich erwähnt.
Bereits im Mittelalter wurde die Wakenitz gestaut, um Wassermühlen sowie die Brauerwasserkunst und die Bürgerwasserkunst vor dem Hüxtertor zu betreiben. Diese Aufstauung wurde durch den Hüxterdamm sowie den Mühlendamm erreicht, was zur Folge hatte, dass der Krähenteich und der Mühlenteich entstanden. Die Uferlinie der Wakenitz lag zu dieser Zeit bei der Straße An der Mauer beziehungsweise an der Wakenitzmauer, also etwa 150 m weiter landeinwärts gegenüber der heutigen Uferlinie des Elbe-Lübeck-Kanals, der hier im ehemaligen Flussbett der Wakenitz verläuft. Das so gewonnene Wasserreservoir diente dem Betrieb von Wassermühlen am Ausgang des Mühlenteiches in Richtung Trave.
So berichtet der Aegidienprediger Heinrich Christian Zietz in seinen 1822 erschienenen Ansichten: „Um diesen Gebrauch, dessen Nutzen man wohl erkannte, sich zu verschaffen, setzte Lübeck sich frühe in den vollen Besitz dieses Stromes, und erkaufte 1291 vom Herzog Albrecht II. von Sachsen das Eigenthum für 2128 Mark Pfennige, unter noch gültigen und beobachteten Bedingungen wegen des Wasserstandes.“ Er merkt 1821 dazu in der Fußnote an: „Diesen verabredeten Stand bezeichnen zwei runde Säulen mit Metallplatten und Inschriften neben der ersten Brücke des Hüxterthores, und ein metallner Frosch auf einem Pfahl am Mühlendamm, über welchen das Wasser nie steigen darf, wenn nicht Ratzeburg der Gefahr einer Überschwemmung ausgesetzt werden soll.“
Zwischen Lübeck und der Insel Rothenhusen am Ratzeburger See verkehren in der Saison regelmäßig Ausflugsschiffe, die in Rothenhusen Anschluss in Richtung Ratzeburg haben. Hier befand sich seit 1927 auch eine hölzerne Straßenbrücke nach Mecklenburg, die 2008 abgerissen wurde. Die Eröffnung des Ersatzbaus 2009 verzögerte sich aufgrund gerichtlichen Einspruchs des BUND. Seit April 2009 steht die neue Bogenbrücke zur Verfügung.
Die in den Zwanziger Jahren erbaute und nach dem Krieg von der DDR unterbrochene Holzbrücke bei Nädlershorst wurde 1976 abgerissen. Nach der Wiedervereinigung wurde 18 Jahre lang um die Wiedererrichtung gestritten. Anfang 2008 wurde die Genehmigung erteilt. Die Fußgängerbrücke verbindet seit August 2008 Schattin mit der von Groß Grönau kommenden Straße Nädlershorst. Diese ist allerdings seit dem Bau der A 20 unterbrochen, so dass ein kleiner Umweg notwendig ist.
Beim Ersten Fischerbuden liegt die – neben Rothenhusen – einzige weitere bewohnte Insel der Wakenitz, Spieringshorst. Die Bewohner müssen ihre Fähren selbst betreiben und in harten Wintern über das Eis gehen oder Stege bauen. Die Fischerhorste entlang der Wakenitz dienen heute allesamt nicht mehr der Fischerei auf dem Fluss.
Große Teile der Wakenitz-Niederungen stehen unter Naturschutz: auf dem Gebiet Schleswig-Holsteins durch das Naturschutzgebiet „Wakenitz“ und auf dem Gebiet Mecklenburg-Vorpommerns durch die Naturschutzgebiete „Kammerbruch“ und „Wakenitzniederung“. Weitere Teile sind als Landschaftsschutzgebiet „Wakenitz und Falkenhusen“ ausgewiesen. Die A 20 führt bei Groß Grönau und Lüdersdorf über die Wakenitz. Zunächst war beabsichtigt, die Wakenitz aus Naturschutzgründen zu untertunneln. Der Tunnel konnte jedoch nicht finanziert werden. Vier Jahre nach Ende der Bauarbeiten haben sich aber bisher keinerlei sichtbare negativen Auswirkungen auf die Tiere und Pflanzen des umliegenden Sumpflandes gezeigt.

### Löwenstadt
In den Jahren 1157 bis 1159 kam es zu erheblichen Auseinandersetzungen zwischen Herzog Heinrich dem Löwen und Graf Adolf II. (Schauenburg und Holstein) um den erfolgreichen Handelsplatz Lübeck. Um den Grafen zu schädigen, gründete der Herzog kurzerhand einen Handelsplatz an der Wakenitz, den er Löwenstadt nannte. Nach allgemeiner Auffassung lag dieser Platz etwa bei dem heutigen Ort Herrnburg und war offensichtlich durch einen Stichkanal mit der Wakenitz verbunden. Bereits nach kurzer Zeit stellte sich heraus, dass die Wakenitz für den Transport von großen Warenmengen nicht geeignet war. Der Herzog und der Graf einigten sich und so war die Neugründung Lübecks 1159 (nach Zerstörung der Stadt durch eine verheerende Feuersbrunst) möglich geworden.

## Flora und Fauna
Durch die Aufstauung der Wakenitz entstand vor allem im oberen Teil des Flusses eine seenartige Aufweitung, die eine ausgeprägte Tier- und Pflanzenwelt hervorbrachte. Allein am ersten Tag der Artenvielfalt 1999 wurden hier von 102 Experten 2066 verschiedene Tier- und Pflanzenarten in nur 20 Stunden gefunden. Darunter befanden sich 217 Arten, die mindestens unter „gefährdet“ eingeordnet werden.

### Reptilien und Amphibien (Herpetofauna)
Rotbauchunke, Kammmolch, Knoblauchkröte und Moorfrosch werden beobachtet.

### Vogelwelt (Avifauna)
Die Vögel Rotmilan, Sumpfohreule, Wachtelkönig, Eisvogel, Schwarzspecht, Heidelerche, Neuntöter, Blaukehlchen und Sperbergrasmücke kommen hier vor. Nach dem Ausbruch einiger Tiere aus einer Farm in Groß Grönau hat sich eine Nandupopulation am Ostufer fest etabliert.

### Fischfauna
Die Wakenitz ist vom Lübecker Kreisverband der Sportfischer e. V. gepachtet, der dort das Fischereirecht ausübt und regelmäßig Besatzmaßnahmen durchführt.
Häufige Fischarten sind Hecht, Barsch, Aal, Zander, Wels, Karpfen (Wildkarpfen), Schleien und diverse Weißfische wie Rotaugen, Rotfedern und Brassen.
Vor allem haben Welse in dem ursprünglichen und weitgehend naturbelassenen Fluss einen stabilen Bestand gebildet und können dort kapitale Gewichte erreichen.

## Nutzung

### Wassersport
An der Wakenitz haben an der Straße Wakenitzufer im Stadtteil St. Jürgen, in St. Gertrud sowie in Eichholz mehrere Segel- und Wassersportvereine ihre Klubhäuser. Einer der traditionsreichen Seglerclubs an der Wakenitz ist der Lübecker Segler-Verein von 1885, der bis 1920 Verein Lübecker Segler hieß und unter diesem Namen am 11. Oktober 1885 seine erste Regatta auf der Wakenitz ausrichtete. Er baute sein Vereins- und Bootshaus auf der Falkenhalbinsel, das am 4. Oktober 1908 eröffnet wurde und bis heute besteht. Ein weiterer Verein des späten 19. Jahrhunderts ist der Segler-Club Hansa von 1898.
Eine jüngere Geschichte hat die Eisarschregatta, die der Lübecker Yacht-Club seit 1969 jeweils im Dezember auf der Wakenitz veranstaltet.
Ein weiteres regelmäßiges Sportereignis ist der seit 1995 jährlich ausgerichtete „WakenitzMan“. Dabei schwammen 2009 mittlerweile über 100 Teilnehmer teils einzeln, teils in Staffeln die fast 14 Kilometer vom Startpunkt in Rothenhusen bis zum Ziel, dem Freibad an der Falkenwiese. Ausrichtender Verein ist der Tri-Sport-Lübeck e. V.

### Naherholung
Die Wakenitz ist auch ein wichtiges Naherholungsgebiet für die Region, umsäumt von Wanderwegen und unter strengen Auflagen genutzt von Wassersportlern, insbesondere mit Kanus und Ruderbooten. Der Drägerweg führt von Lübeck bis nach Rothenhusen am Ratzeburger See. Mehrere Freibäder, darunter das 1899 eröffnete und unter Denkmalschutz stehende Freibad an der Falkenwiese mit hölzernen Umkleideräumen und Badestegen, bieten in den Sommermonaten wegen geringer Strömung Gelegenheit zum gefahrlosen Schwimmen. Bereits 1799 hatte es an der Wakenitz ein Schwimmbad gegeben, die Kreidemannsche Anstalt. In unmittelbarer Nähe der Wakenitz und dem Freibad an der Falkenwiese liegt der Lübecker Schulgarten.
Am Westufer der Wakenitz haben sich im Verlauf der Jahrhunderte drei markante Ausflugsziele entwickelt, die wie Müggenbusch und Absalonshorst aus ehemaligen Fischerhorsten entstanden und noch heute als gastronomische Betriebe geführt werden. Folgende Siedlungsstellen bestehen am Westufer der Wakenitz:
- Müggenbusch
- Absalonshorst
- Harbershorst
- Nädlershorst, nach dem Krieg auch Russische Botschaft genannt, wurde 2003 abgerissen. Die dort bis 1975 befindliche Brücke wurde hingegen 2008 wieder aufgebaut
- Ziegelhorst
- Rothenhusen

Die bestehenden Gehöfte werden von der Wakenitzschifffahrt bedient und bieten Möglichkeiten zur
Wasserung von Paddelbooten oder Kanus.
Das gesamte Ostufer der Wakenitz im Bereich des Langen Jammers gehörte bis 1937 zur Lübecker Exklave Schattin und wurde erst zu diesem Zeitpunkt durch das Groß-Hamburg-Gesetz mecklenburgisch. Die ehemaligen Lübecker Wakenitzhorste in diesem Bereich, Hundtenhorst (gegenüber Müggenbusch), Brunshorst, Stoffershorst (gegenüber Absalonshorst) und Bothenhorst wurden im Zuge des Ausbaus der Innerdeutschen Grenze beseitigt.

### Schifffahrt
Zwischen Lübeck, Moltkebrücke, und Lübeck-Rothenhusen am Ratzeburger See verkehrt von Mai bis September ein Personenschiff. Angefahren werden die Anleger Müggenbusch und Absalonshorst. Ab Rothenhusen verkehrt von April bis September ein Schiff über den Ratzeburger See nach Ratzeburg.

### Ehemalige Fähren
Die Wakenitz querten im 19. Jahrhundert fünf Fähren für Fußgänger: vom Hüxtertor nach Marli, vom Kaninchenberg zum Ersten Fischerbuden, von der Weberkoppel zum Zweiten Fischerbuden, bei Nädlerhorst und bei Rothenhusen.

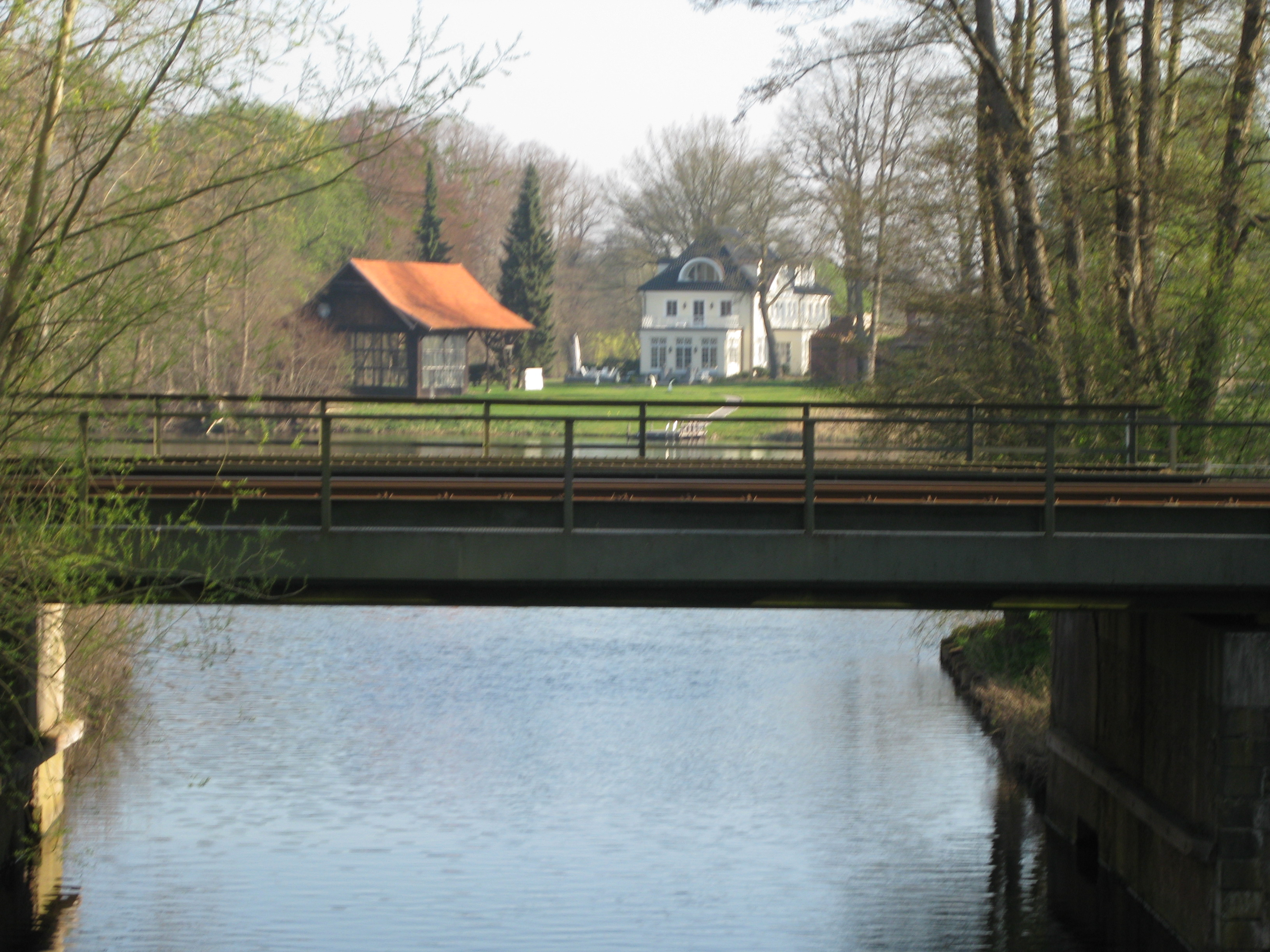
Eisenbahnbrücke nach Eichholz und Herrnburg von der Fußgängerbrücke aus, dahinter der Kaninchenberg
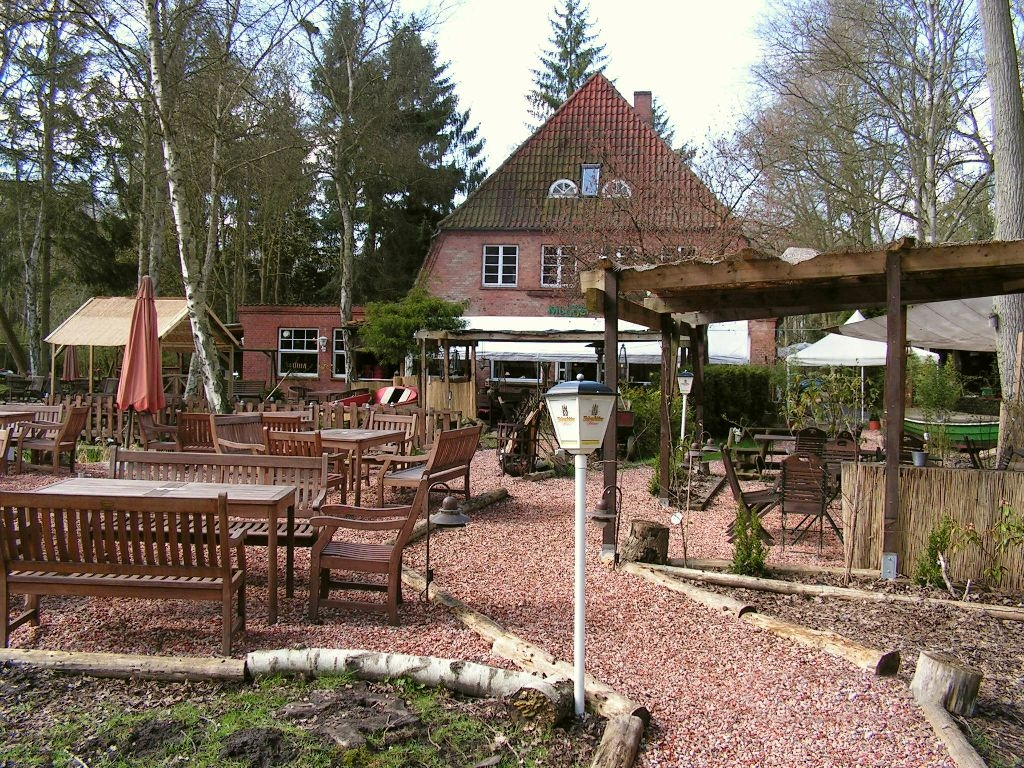
Müggenbusch
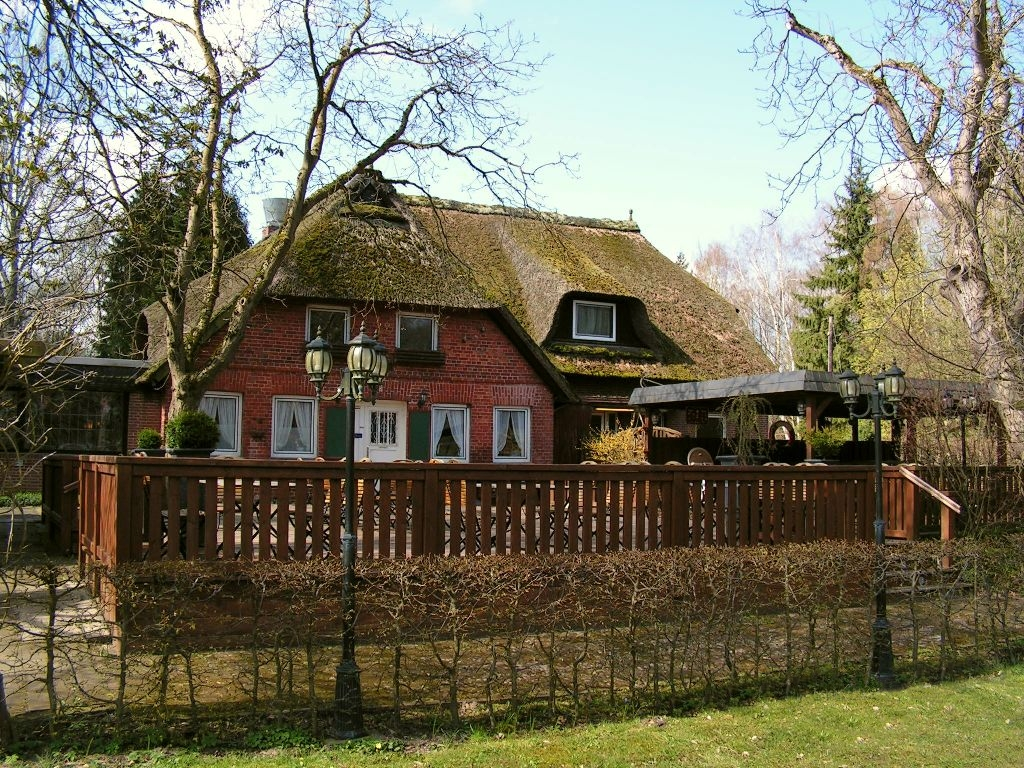
Absalonshorst
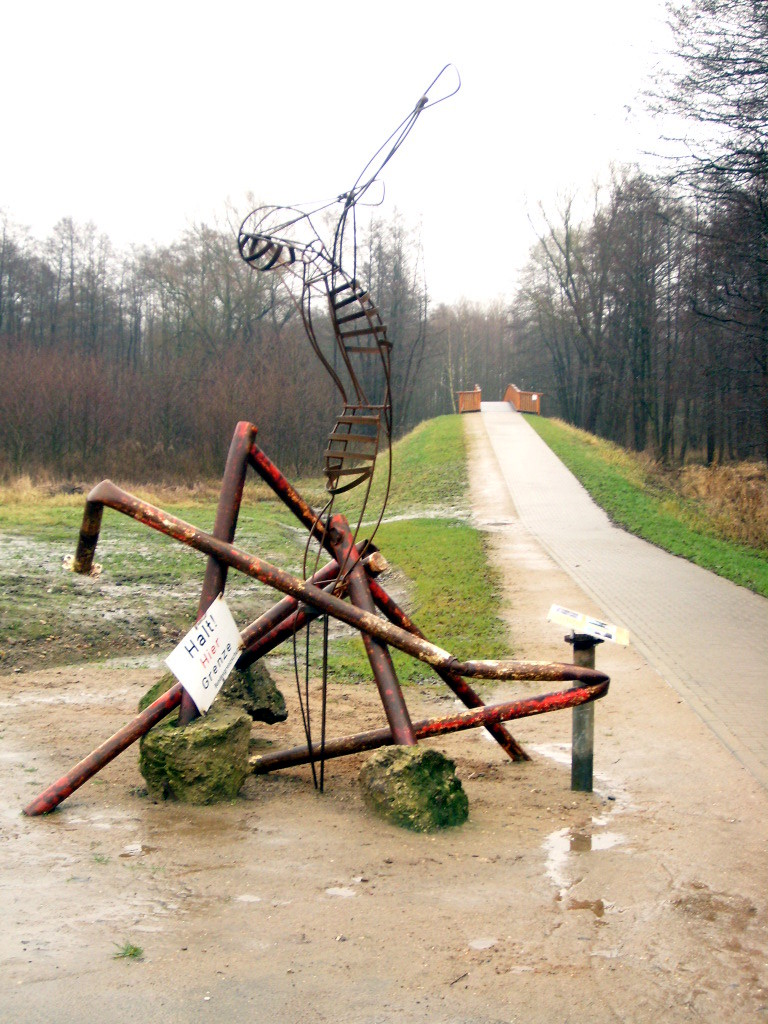
Neue Brücke bei Nädlershorst mit Skulptur Grenzen überwinden
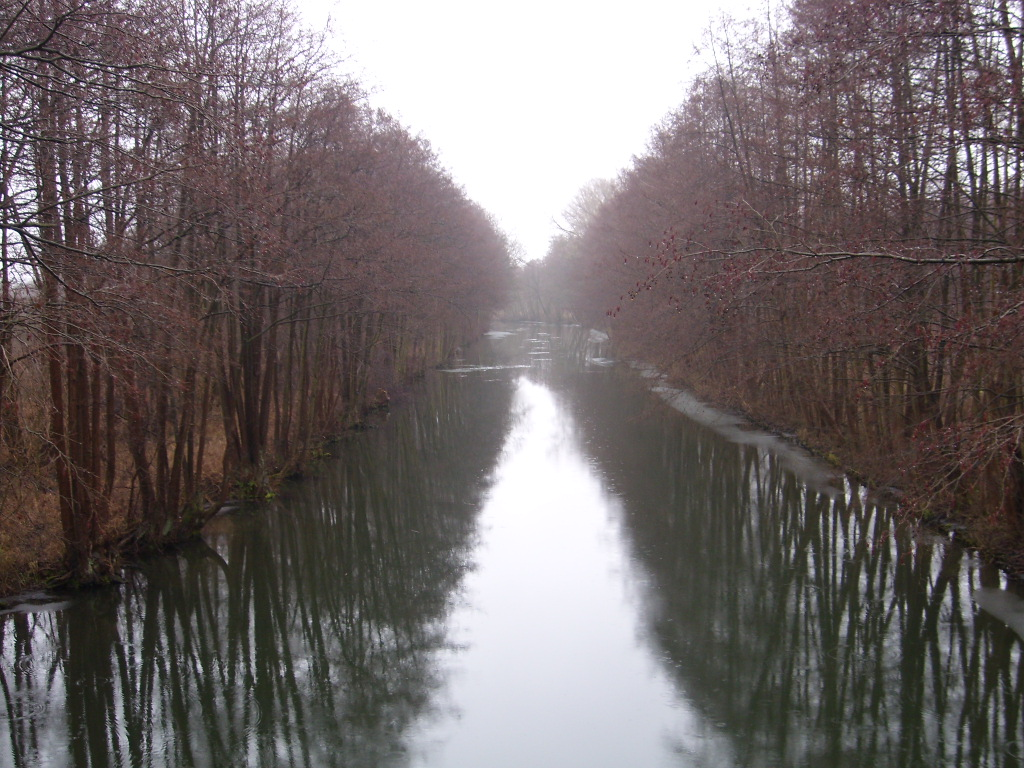
Langer Jammer von der Brücke bei Nädlershorst
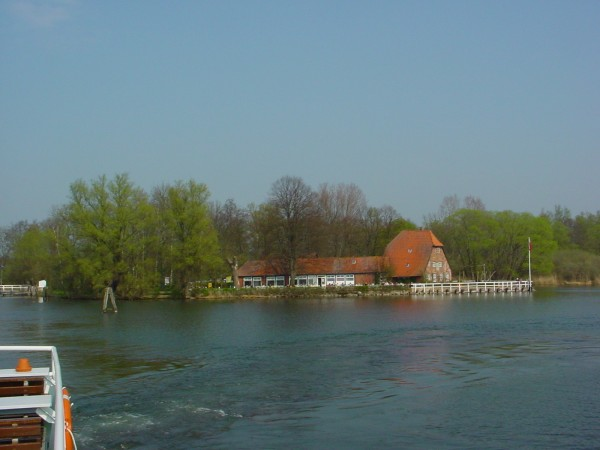
Fährhaus Rothenhusen (Seeseite)
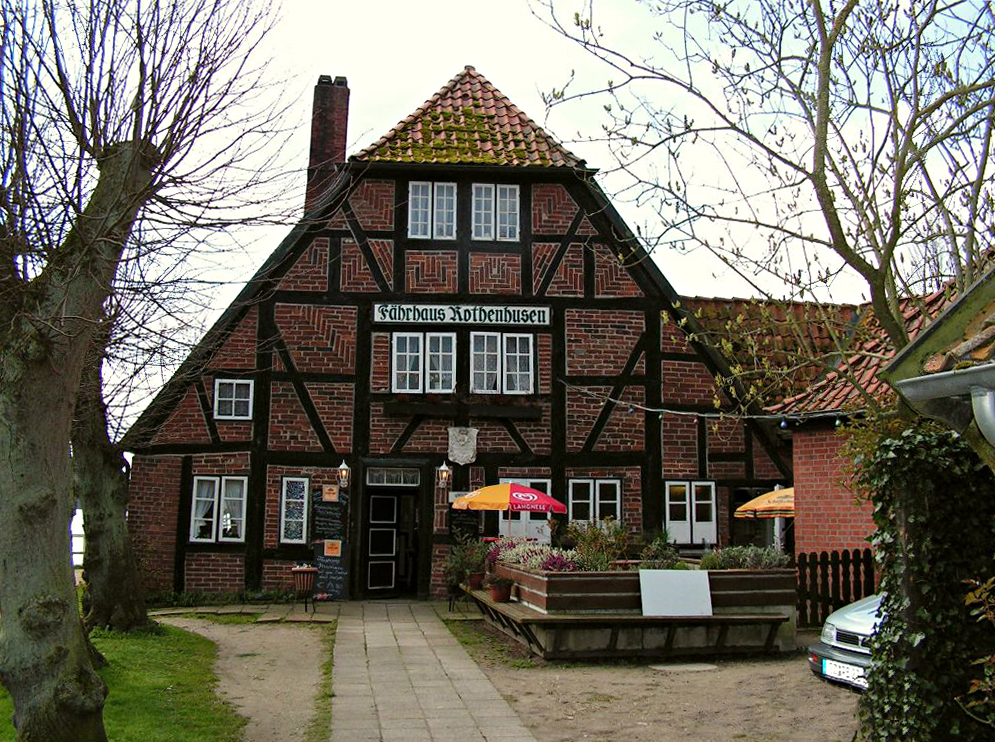
Fährhaus Rothenhusen (Landseite)
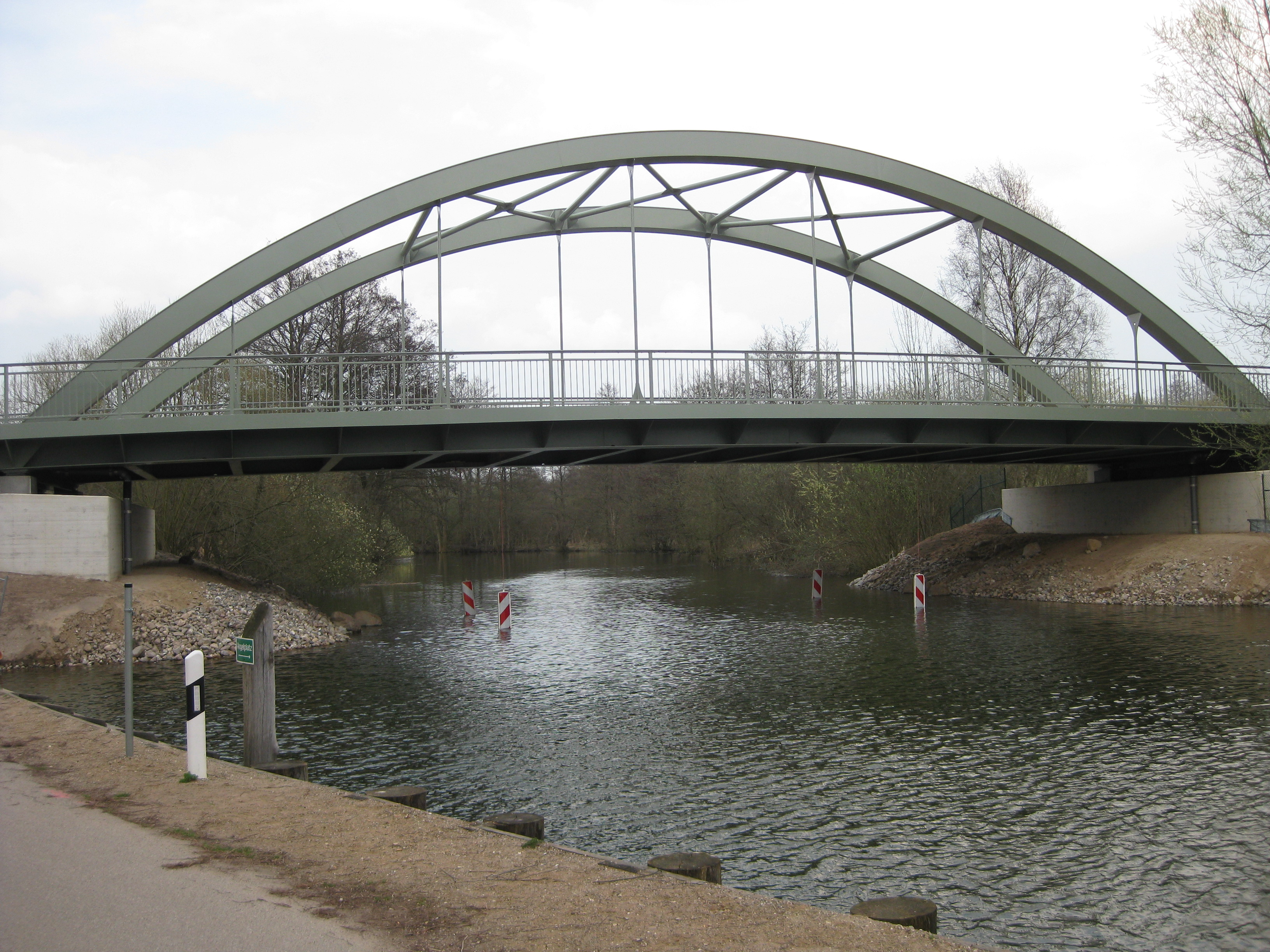
Neue Bogenbrücke bei Rothenhusen (2009)
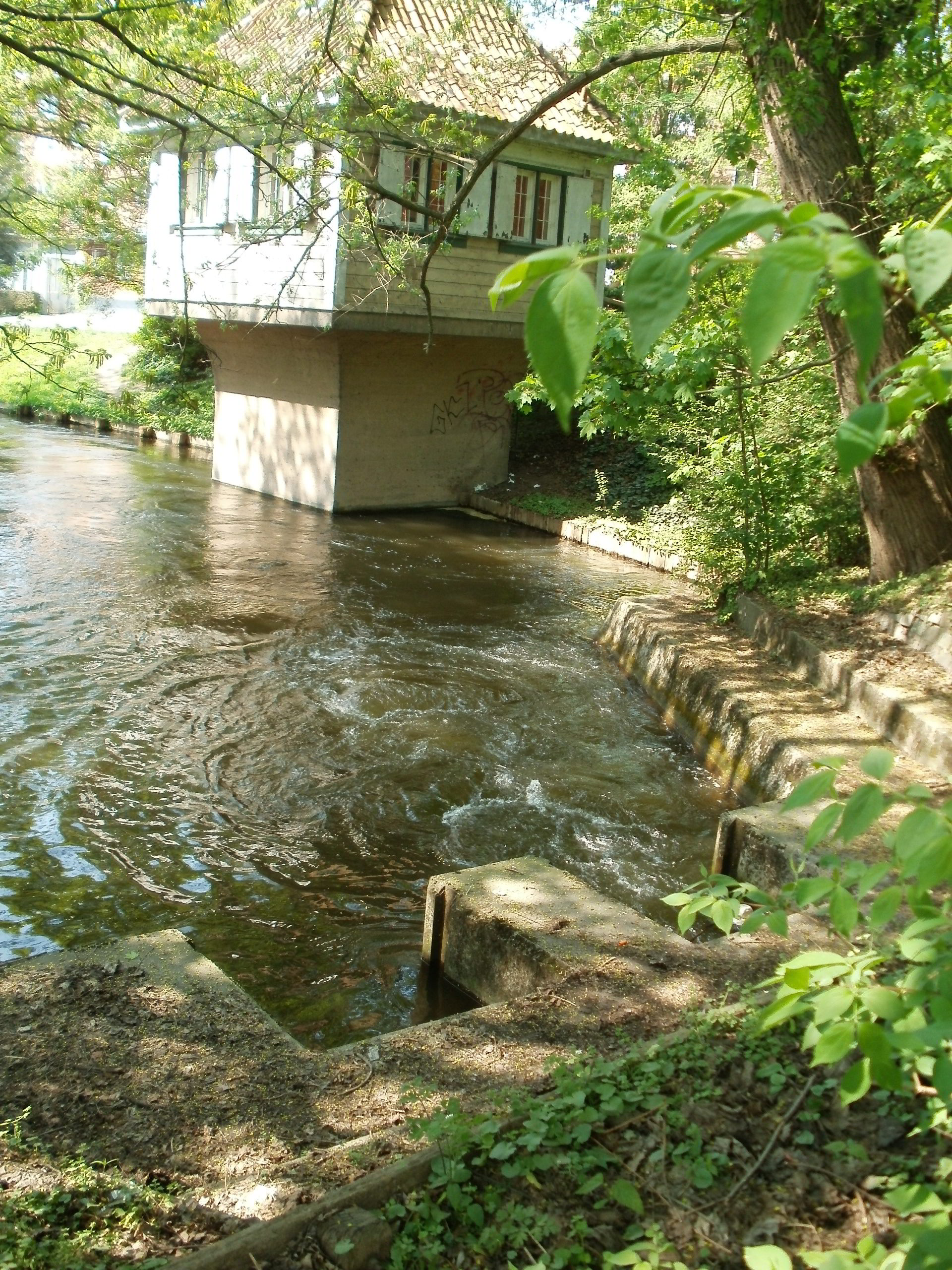
Auslass des Wakenitz-Dükers an der Nordseite des Krähenteiches (mit Pegelhäuschen)

## Hochwasser
- Dezember 1965 bis zu 3,80 Meter über NN (zum Vergleich: Falkendamm in Lübeck 3,85 Meter über NN)